# LRAC F1
Le LRAC F1, officiellement appelé lance-roquettes antichar de 89 mm modèle F1, est un lance-roquettes réutilisable qui a servi dans l'armée française. Il a été mis au point par la société Luchaire Défense SA, chargée de la production des différentes munitions, et construit en coopération avec la Manufacture Nationale d'Armes de Saint-Étienne, qui fabriquait le lanceur. Ces deux entreprises font aujourd'hui partie de GIAT Industries. Commercialisé par la société Hotchkiss dans les années 1970, il a remplacé le LRAC de 73 mm modèle 1950. Le LRAC F1 est remplacé à partir de 2008 par le lance-roquettes suédois AT4-CS (version permettant le tir en espace confiné).

## Historique
Au tout début des années 1970, deux armes anti-char ont été évaluées par l'armée française pour remplacer le bazooka M20A1 : l'ACL 80 mm APX (ou ACL/APX 80 (ru) ; la dénomination « ACL APX » indique que la conception et la construction de l'arme provient des ateliers de construction du Livradois (ACL) et de Puteaux (APX)),,, un canon sans recul avec un projectile aidé d'une roquette, et le LRAC F1 de la STRIM (Société Technique de Recherches Industrielles et Mécaniques) expérimenté à partir de 1969. Ce dernier fut choisi pour remplacer le M20A1 du fait de la capacité de pénétration plus élevée de sa munition et de son plus faible coût de fabrication. Sa production est assurée par la Luchaire SA. 

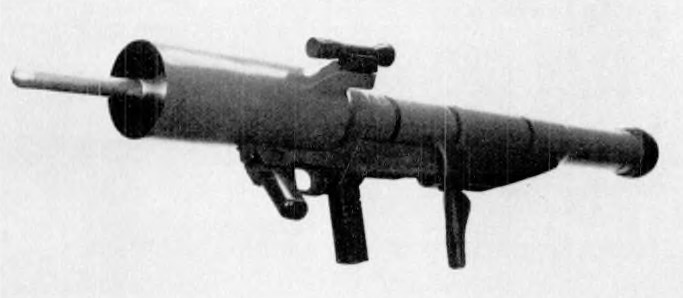
Photo d'un AC300 diffusé en 1984.

Un appel d'offres est lancé dès 1978 pour une arme plus puissante à la suite de l'apparition de chars à blindage composites soviétiques T-72 et T-80. Trois armes sont en compétition, un projet franco-ouest-allemand nommé AC300 Jupiter entre Luchaire SA et Messerschmitt-Bölkow-Blohm. Cette version améliorée du LRAC F1 adapte une ogive de calibre de 115 mm du missile Milan 2 sur le lance-roquettes Armbrust. Il n'a pas donné lieu à une production en série; le Dard 120 (en) de la Société européenne de propulsion et Apilas de GIAT Industries - aujourd'hui KNDS France.
L'Apilas ou RAC 112 remporte l'appel d'offres et entre en service en 1985 mais le LRAC fut remplacé en dotation par l'AT4 à la fin des années 2000. 
Il a été utilisé durant l'opération Serval au Mali à partir de 2013 où il a non seulement remplacé la roquette AT4CS de 84 mm mais a également largement pallié l’absence de postes de tir Eryx (non largable par parachutage).

## Description et fonctionnement

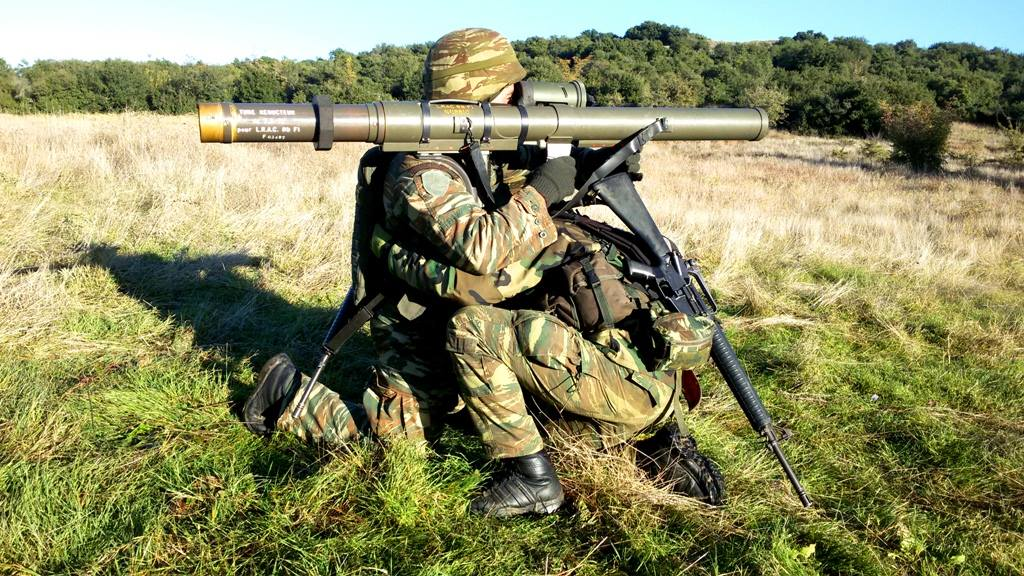
Un militaire des forces spéciales grecques, en 2016, avec un LRAC.

Grâce à l'utilisation de composites à base de fibres de verre et de plastiques, sa masse est inférieure de plus de 2 kg à celle du M20A1 chargé tout en ayant une plus grande portée. Le LRAC F1 est parfois dénommé STRIM lance-roquettes antichar de 89 mm, du nom de l'entreprise qui fut chargée en 1964 par le ministère français de la Défense de la recherche d’un remplaçant pour le Super Bazooka.
L’arme est généralement mise en œuvre par deux hommes : un tireur et un pourvoyeur. Son chargement s’effectue au moyen d’un conteneur porte roquette (3,2 kg pour 626 mm de long) dont la fixation à l’arrière de l’arme active le circuit électrique de mise à feu.
Le lance-roquettes est équipé sur le côté gauche d’un viseur optique 3 × APX M 309 gradué entre 100 et 1 000 mètres et est muni d’une épaulière ainsi que d’une poignée avant ajustables au tireur. La poignée pistolet centrale contient un dispositif de sécurité mécanique ainsi que le mécanisme de tir. Lorsque la sécurité est désactivée, l’appui sur la gâchette génère une charge qui tire la roquette.
Le bouchon d’étanchéité situé à l’arrière du conteneur porte roquette est déposé juste avant le tir ce qui ferme le circuit de mise à feu et autorise le tir de la roquette.
Le projectile est propulsé par de longs bâtonnets tubulaires de propergol qui produisent une pression constante lors de la combustion et fournissent une accélération constante. Le moteur s’éteint avant que la roquette quitte le tube de lancement à une vitesse approximative de 300 m/s. Dès que la roquette quitte le tube, neuf ailettes qui assurent la stabilité de la roquette pendant le vol se déploient.
La munition dispose de deux systèmes de sécurité. Le premier est une broche épaulée située au centre du corps qui bloque le circuit de mise à feu de la charge militaire. Lorsque le projectile quitte le tube, la broche tombe et libère le second système de sécurité qui empêche la détonation tant que la roquette ne s’est pas éloignée d’au moins 10 mètres du tireur.
La roquette a une portée d’environ 330 mètres atteinte en 1,25 seconde et une portée de 360 mètres atteinte en 1,36 seconde.
La roquette seule pèse 2,2 kilogrammes et est équipée d’une charge creuse d’un diamètre de 80 mm. Elle peut pénétrer 400 mm de blindage ou un mètre de béton avec un angle d’impact de 0 degré ; elle est capable de pénétrer des cibles OTAN single heavy, double medium et double heavy et dispose de suffisamment d'énergie pour pénétrer plusieurs plaques-témoin en acier de 10 millimètres d’épaisseur,.
Après le tir, le conteneur porte roquette est démonté pour être remplacé par un nouveau. La durée de vie approximative d'un tube est de 130 tirs, après quoi il est réformé tandis que le viseur est démonté et peut être réutilisé sur une nouvelle arme.
Il existe un inconvénient d'utilisation de cette arme : une légère excroissance à l'intérieur du tube consécutive à un choc sur l'extérieur du tube rend l'arme dangereuse pour l'utilisateur car la roquette, en frappant cette excroissance, peut arracher le tube.

## Munitions
Un certain nombre d'autres roquettes ont été développés pour le LRAC F.

### Anti-personnel / anti-véhicule
Ce modèle dual anti-personnel/anti-véhicule possède une charge militaire contenant 1 600 boules en acier (elles sont létales jusqu'à 20 mètres) et une petite charge creuse antichar capable de pénétrer jusqu'à 100 millimètres de tôle d'acier. 

### Fumigène ou éclairante
Une version fumigène existe : elle produit de la fumée pendant 35 secondes environ
Une version éclairante produit une lumière d'une intensité de 300 000 candela pendant 30 secondes.

## Production et utilisation

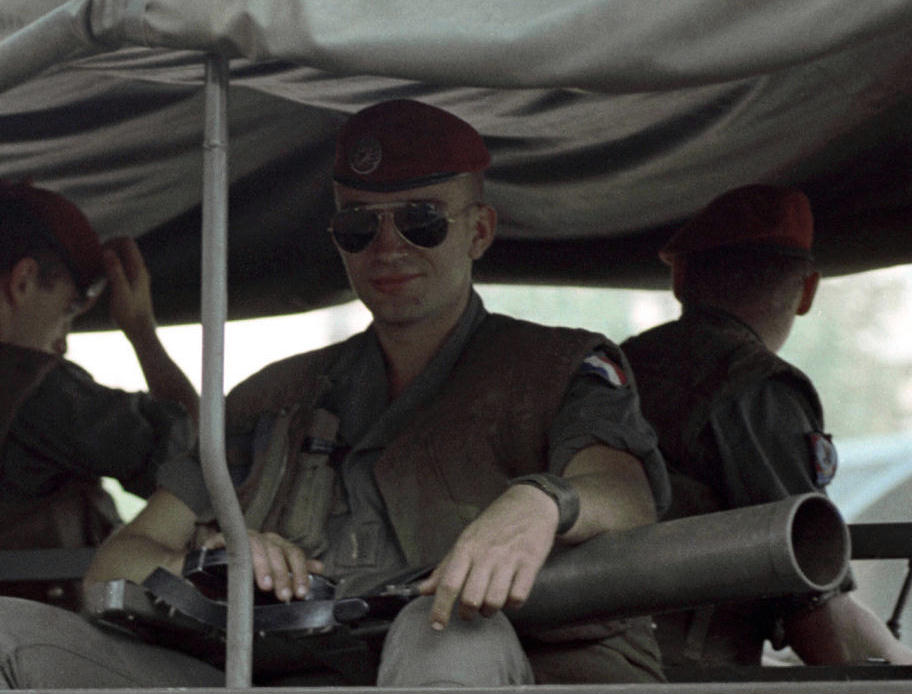
Parachutistes français de la Force multinationale de sécurité à Beyrouth avec un LRAC F1, 1er avril 1983.

Outre l'armée française, de nombreuses autres armées ont employé le LRAC F1, en particulier les anciennes colonies africaines de la France qui l'utilisent encore aujourd'hui -la République centrafricaine en dispose en 2018 -, la Grèce et l'Indonésie.
Au cours de l'intervention française au Liban en 1982-83, de nombreux journalistes ont confondu le LRAC F1 avec le missile antichars filoguidé Milan. 
En France le LRAC F1 commence à être remplacé être à partir de 2008 comme indiqué précédemment.

## Armes comparables
- Canon sans recul antichar suédois Carl Gustav M2
- Lance-roquettes multifonction américain Shoulder-launched Multipurpose Assault Weapon (en)[11]
- Canon sans recul italien Breda Folgore (it)
- Lance-roquettes russe RPG-29[12]
- Lance-roquettes yougoslave M79[13]

## Sources et bibliographie
- Suermondt, Jan (2004). Illustrated Guide to Combat Weapons. Kent: Grange Books. p. 10.
- Hogg, Ian (1991). Jane's Infantry Weapons 1991–1992. Jane's Information Group. p. 370–372.